# Білий тигр
Білий тигр (Panthera tigris tigris var. Alba) — мутантна особина тигра. Мутація призводить до появи особин з повністю білим забарвленням — бенгальські тигри з чорно-коричневими смугами на білому хутрі й блакитними очима. Таке забарвлення дуже рідко зустрічається серед диких тварин, але є відносно поширеним в популяціях, які утримуються в неволі. Частота появи білих тигрів — 1 особина на 10 000 із нормальним забарвленням. Білі тигри чудово розмножуються в неволі. Перші згадки про них відносять до 1951 року, коли один з мисливців забрав зі знайденого ним лігва білого тигра. Всі білі тигри, що зараз містяться в неволі, є нащадками однієї особи. Зараз в зоопарках світу міститься близько 130 білих тигрів. Також варто зазначити, що хибною є думка, ніби білі тигри є альбіносами. Природоохоронної цінності білий тигр не має. 
За останні 100 років популяція тигрів у світі скоротилась на 97 % зі 100 тис. особин, що живуть у дикій природі до 3200 тварин. До цього призвело браконьєрство та знищення природних місць проживання тигрів у всьому світі.
Беручи до уваги критичний стан ситуації, що може призвести до повного зникнення тигрів у світі, наразі за підтримки WWF стартувала амбіційна компанія Tx2. Її головна мета — до 2022 року подвоїти існуючу популяцію тигрів у країнах, де знаходиться природний ареал їх існування.
У рамках Глобального плану відтворення популяції тигрів, що був розроблений ще у 2010 році, WWF співпрацює з урядами країн, вченими, рейнджерами, громадами й активістами.

## Цікаві факти
Тривалий час вчені вважали, що білий колір хутра бенгальського тигра є вродженою мутацією на генетичному рівні. Та наразі, китайські вчені дійшли висновку, що такий окрас є наслідком змін в одному з пігментів, що відбувся внаслідок еволюції. Невелика кількість існуючих особин не дозволяла вченим детально вивчити ситуацію. Та новітні технології допомогли їм у цьому. Вчені дослідили зразки тканин 16 бенгальських тигрів, 7 з яких були білими. У результаті виявилось, що усі вроджені фізіологічні дефекти, що часто з’являються у білих тигрів, є наслідком схрещування тигрів-родичів між собою, а не вродженою генетичною мутацією. Тож зараз вчені розмірковують над тим, як повернути білого тигра до життя у дикій природі.

## Природоохоронний статус
Наразі білі тигри утримуються лише у деяких зоопарках світу. Загальна кількість особин не перевищує 130 тварин. Близько 100 з них утримуються у зоопарках Індії. Останнього представника білих тигрів у дикій природі було застрелено мисливцями ще у 1958 році. Наразі усі тварини з білим кольором хутра є близькими родичами, адже усі вони потомки тигриці звичайного окрасу та білого тигра впійманого ще у 1951 році.
Якщо ж говорити про підвид бенгальського тигра загалом, то, на сьогодні, у дикій природі цих тварин нараховується не більш ніж 2500 особин. Цей підвид тигрів занесено до Міжнародного червоного списку МСОП, з природоохоронним статусом «Вразливий». Тобто дослідники вважають, що їх популяція буде зменшуватись. Вже зараз бенгальського тигра повністю винищили в Афганістані.

## Опис
Тигр має середні розміри: довжина тіла 180-327 см, довжина хвоста 90 см. Висота в холці до 95 см. Вага 200-270 кг. Бенгальські тигри звичайного рудого окрасу іноді народжують дитинчат з білою шерстю, на якій, проте, зберігаються темні смуги. У природі вони виживають вкрай рідко: такі тварини не можуть успішно полювати, оскільки вони дуже помітні. Білих тигрів спеціально розводять для зоопарків. На відміну від справжніх альбіносів, у таких тигрів не червоні, а блакитні очі з рожевою зіницею. Усі білі бенгальські тигри, що утримуються нині в неволі, походять від одного загального предка — бенгальського самця на прізвисько Мохан. Хоча бенгальський тигр є найчисленнішим з підвидів цієї кішки, він нарівні з іншими підвидами включений до Червоної книги МСОП, категорія загрожені види — IUCN (EN)

## Харчування
Хижак. Основний об'єкт полювання: олені, молоді буйволи, антилопи нільгау, мавпи та кабани. Здобиччю тигра можуть стати великі птахи та будь-які ссавці аж до ведмедя. 

## Тривалість життя
У середньому 15 років.

## У культурі
Білий тигр був одним з символів Зимових Олімпійських ігор 2018 року. Білий тигр завжди був важливою фігурою у корейських народних казках, символізуючи довіру, силу й захист. У міфології білий тигр розглядався як опікун, що допоміг захистити країну і її народ. Крім того, білий колір тварини також вказує на зв’язок зі снігом й льодом — головними супутниками зимових видів спорту.